# 9月23日 (旧暦)
旧暦9月23日は旧暦9月の23日目である。六曜は先勝である。

## できごと
- 和銅5年（ユリウス暦712年10月27日） - 越後国出羽郡を出羽国として分置
- 貞治元年/正平17年（ユリウス暦1362年10月11日） - 北朝が康安から貞治に改元
- 天正5年（ユリウス暦1577年11月3日） - 手取川の戦いで上杉謙信が織田信長に大勝。
- 明治4年（グレゴリオ暦1871年11月5日） - 弘前県が青森県に改称

## 誕生日
- 宝暦10年（グレゴリオ暦1760年10月31日） - 葛飾北斎、浮世絵師（+ 1849年）
- 明治4年（グレゴリオ暦1871年11月5日） - 幸徳秋水、評論家・社会運動家（+ 1911年）

## 忌日
- 寛政2年（グレゴリオ暦1790年10月30日） - 柄井川柳、川柳の祖（* 1718年）
- 天保3年（グレゴリオ暦1832年10月16日） - 頼山陽、漢学者（* 1780年）